# Ed Flanders
Edward Paul Flanders (29 de diciembre de 1934 - 22 de febrero de 1995) fue un actor de origen estadounidense, conocido principalmente por su rol como el Dr. Donald Westphall en el drama médico St. Elsewhere.

## Biografía
Ed Flanders nació el 29 de diciembre de 1934 en Minneapolis, Minnesota, hijo de Francis Michael Grey Flanders y su esposa Bernice. Flanders comenzó su carrera de actor en Broadway antes de integrarse como invitado a las series de televisión del momento. Entre 1967 y 1975, Flanders aparece en más de una docena de serie de televisión estadounidense, incluyendo seis actuaciones en la serie Hawaii Cinco-0. Durante este tiempo, también realiza varias películas para la televisión, y contrae matrimonio con la actriz Ellen Geer.
A finales de la década de 1970, Flanders deja los papeles pequeños en series, y empieza a integrar roles de mayor importancia en televisión y cine. En 1974, Flanders ganó un Premio Tony por la categoría Mejor Actor de Reparto en una Presentación Dramática por su rol en A Moon for the Misbegotten en Broadway.

## St. Elsewhere
En 1982, entra a la serie St. Elsewhere como el jefe de medicina, Doctor Donald Westphall, lo que lo llevará a ser nominado a cuatro Premios Emmy en la categoría Mejor Actor en una Serie de Televisión, obteniéndolo en 1983. Después de una problemática salida de la serie en 1987, retorna para 2 episodios más de la serie, incluyendo el final de ésta en 1988.

## Roles notables
Sumando a sus seis años como el Dr. Donald Westphall en St. Elsewhere, Flanders es también conocido por imitar al presidente de EEUU Harry Truman varias veces en diferentes producciones. En filmes, Flanders protagonizó dos importantes roles en películas oscuras basadas en las novelas de William Peter Blatty. En una de ellas, The Ninth Configuration, Flanders desempeña el papel del coronel Richard Fell.

## Últimos años y muerte
Flanders continuó trabajando hasta principios de los años 1990, cuando ya sufría de depresión, particularmente luego de 1992, cuando se divorció de su segunda esposa y tenía problemas financieros en su rancho de California. Finalmente se suicida disparándose el 22 de febrero de 1995 en Denny, California.

## Filmografía

### Cine
| Año  | Título                                                   | Personaje                  | Notas                        |
| ---- | -------------------------------------------------------- | -------------------------- | ---------------------------- |
| 1970 | The Grasshopper or Passions or The Passing of Evil       | Jack Benton                |                              |
| 1972 | The Trial of the Catonsville Nine                        | Padre Daniel Berrigan      |                              |
| 1977 | MacArthur (MacArthur, el general rebelde [Esp])          | Presidente Harry S. Truman |                              |
| 1979 | Salem's Lot                                              | Dr. Bill Norton            |                              |
| 1980 | The Ninth Configuration or Twinkle, Twinkle, Killer Kane | Cnel. Richard Fell         |                              |
| 1981 | True Confessions (Confesiones verdaderas [Esp])          | Dan T. Campion             |                              |
| 1981 | The Pursuit of D.B. Cooper or Pursuit                    | Brigadier                  |                              |
| 1990 | The Exorcist III (El exorcita III [Esp])                 | Padre Joseph Dyer          |                              |
| 1993 | Message from Nam                                         | Ed Wilson                  |                              |
| 1981 | Inchon                                                   | President Harry S. Truman  | Voz. No acreditado           |
| 1995 | Bye Bye Love                                             | Walter Sims                | Último personaje de película |

### Televisión
| Año       | Título                                                          | Personaje                                       | Notas                                                     |
| --------- | --------------------------------------------------------------- | ----------------------------------------------- | --------------------------------------------------------- |
| 1967      | Cimarron Strip                                                  | Arliss Blynn                                    | Episodio: "The Roarer"                                    |
| 1969      | Daniel Boone                                                    | Lackland                                        | Episodio: "The Traitor"                                   |
| 1970      | Hawaii 5-0                                                      | Alex Kline                                      | Episodio: "Three Dead Cows at Makapuu: Parte I"           |
| 1971      | The Name of the Game                                            | Lazlo Subich                                    | Episodio: "Beware of the Watchdog"                        |
| 1971      | Travis Logan D.A.                                               | Psiquiatra                                      |                                                           |
| 1971      | Bearcats!                                                       | Ben Tillman                                     | Episodio: "The Hostage"                                   |
| 1971      | Goodbye, Raggedy Ann                                            | David Bevin                                     | Película de televisión                                    |
| 1971      | McMillan & Wife                                                 | Tom Benton                                      | Episodio: "Husbands, Wives and Killers"                   |
| 1971      | Mission Impossible                                              | Joe Belker                                      | Episodio: "Blues"                                         |
| 1972      | The Snoop Sisters or The Female Instinct                        | Milo Perkins                                    | Película de televisión                                    |
| 1972      | Mannix                                                          | Tom Farnom                                      | Episodio: "A Walk in the Shadows"                         |
| 1972      | Nichols a.k.a. James Garner                                     | Nichols                                         | Episodio: "Fight of the Century"                          |
| 1972      | Cade's County                                                   | Ben Crawford                                    | Episodio: "The Fake"                                      |
| 1972      | Ironside                                                        | Phil McIver                                     | Episodio: "Five days in the Death of Sgt. Brown: Part 1"  |
| 1972      | The Bold Ones: The New Doctors a.k.a. The New Doctors           | Phil McIver                                     | Episodio: "Five Days in the Death of Sgt Brown: Part II"  |
| 1972      | M*A*S*H                                                         | Teniente Dwayne Bricker                         | Episodio: "Yankee Doodle Doctor"                          |
| 1972      | Banyon                                                          | Sargento Randall                                | Episodio: "Just Once"                                     |
| 1973      | Kung Fu                                                         | Alonzo Davis                                    | Episodio: "The Salamander"                                |
| 1973      | Hunter                                                          | Dr Miles                                        | Película de televisión                                    |
| 1973      | Marcus Welby, M.D. a.k.a. Robert Young, Family Doctor           | Magruder                                        | Episodio: "The Comeback"                                  |
| 1974      | Indict and Convict                                              | Timothy Fitzgerald                              | Película de televisión                                    |
| 1974      | Cada cosa en su estación                                        | Carl Gerlach                                    | Película de televisión                                    |
| 1974      | Barnaby Jones                                                   | "Doc" Fred Tucker                               | Episodio: "Death on Deposit"                              |
| 1969–1975 | Hawaii Five-O                                                   |                                                 | 6 Episodios:                                              |
| 1969–1975 | Hawaii Five-O                                                   | David Stone                                     | "Up Tight" (1969)                                         |
| 1969–1975 | Hawaii Five-O                                                   | Dr Alexander Kline                              | Episodio de 2 partes: "Three Dead Cows at Makapuu" (1970) |
| 1969–1975 | Hawaii Five-O                                                   | Dmitri Rostov                                   | "The Guarnerius Caper" (1970)                             |
| 1969–1975 | Hawaii Five-O                                                   | Byers                                           | "While You're at It, Bring in the Moon" (1972)            |
| 1969–1975 | Hawaii Five-O                                                   | Joe Connors                                     | "One Born Every Minute" (1974)                            |
| 1969–1975 | Hawaii Five-O                                                   | Bernie Ross                                     | "And the Horse Jumped Over the Moon" (1975)               |
| 1975      | The Legend of Lizzie Borden                                     | Hosea Knowlton                                  | Película de televisión                                    |
| 1975      | Attack on Terror: The FBI vs. the Ku Klux Klan                  | Ralph Paine                                     | Película de televisión                                    |
| 1975      | A Moon for the Misbegotten                                      | Phil Hogan                                      | Película de televisión                                    |
| 1975      | The Mary Tyler Moore Show                                       | Padre Terrance Brian                            | Episodio: "Mary's Father"                                 |
| 1975      | The Legend of Lizzie Borden                                     | Hosea Knowlton                                  |                                                           |
| 1975      | Attack on Terror: The FBI vs. the Ku Klux Klan                  | Fiscal del Departamento de Justicia Ralph Paine |                                                           |
| 1976      | Eleanor and Franklin                                            | Louis Howe                                      | Película de televisión                                    |
| 1976      | The Sad and Lonely Sundays                                      | Dr Frankman                                     | Película de televisión                                    |
| 1976      | Harry S. Truman: Plain Speaking                                 | Presidente Harry S. Truman                      | Película de televisión                                    |
| 1976      | Hallmark Hall of Fame                                           | Presidente Harry S Truman                       | Episodio: "Truman at Potsdam"                             |
| 1977      | The Amazing Howard Hughes                                       | Noah Dietrich                                   | Película de televisión                                    |
| 1977      | Mary White                                                      | William Allen White                             | Película de televisión                                    |
| 1979      | Backstairs at the White House                                   | Presidente Calvin Coolidge                      | Episodios: 1.1, 1.2 y 1.4                                 |
| 1979      | Blind Ambition                                                  | Charles Shaffer                                 | Miniserie                                                 |
| 1979      | Salem's Lot a.k.a. Blood Thirst                                 | Dr Bill Norton                                  |                                                           |
| 1981      | Skokie or Once They Marched Through a Thousand Towns (UK title) | Mayor Albert J. Smith                           | Película de televisión                                    |
| 1982      | Tomorrow's Child                                                | Anders Stenslund                                | Película de televisión                                    |
| 1982–1988 | St. Elsewhere                                                   | Dr. Donald Westphall                            | 120 Episodios                                             |
| 1983      | Special Bulletin                                                | John Woodley                                    | Película de televisión                                    |
| 1989      | The Final Days                                                  | Leonard Garment                                 | Película de televisión                                    |
| 1991      | The Perfect Tribute                                             | Warren                                          | Película de televisión                                    |
| 1992      | Citizen Cohn                                                    | Joseph N. Welch                                 | Película de televisión                                    |
| 1993      | Jack's Place                                                    | Marcus Toback                                   | Episodio: "Who Knew?"                                     |
| 1994      | The Road Home                                                   | William Babineaux                               | Episodio piloto                                           |

## Nominaciones y premios

### Nominaciones al Emmy
- 1979 - Mejor actor de reparto en una serie limitada o un especial, por: "Backstairs at the White House"
- 1985 - Mejor Actor Principal en Serie Dramática, por: "St. Elsewhere"
- 1986 - Mejor Actor Principal en Serie Dramática, por: "St. Elsewhere"
- 1987 - Mejor Actor Principal en Serie Dramática, por: "St. Elsewhere"

### Premios Emmy
- 1976 - Rendimiento Individual Extraordinario por un Actor de Reparto en Comedia o drama Especial, por: "A Moon for the Misbegotten"
- 1977 - Mejor actor en un drama o comedia especial, por: "Harry S. Truman: Plain Speaking"
- 1983 - Mejor Actor Principal en Serie Dramática, por: "St. Elsewhere"

### Premios Tony
1974 - Premio Tony al mejor actor de reparto en una presentación dramática por "A Moon for the Misbegotten" de Eugene O'Neill.